# Vajangu
Vajangu är en ort i Estland. Den ligger i Tamsalu kommun och landskapet Lääne-Virumaa, i den centrala delen av landet, 80 km sydost om huvudstaden Tallinn. Vajangu ligger 109 meter över havet och antalet invånare är 401.
Terrängen runt Vajangu är mycket platt, och sluttar söderut. Runt Vajangu är det glesbefolkat, med 15 invånare per kvadratkilometer. Närmaste större samhälle är Tamsalu, 8,2 km nordost om Vajangu. I omgivningarna runt Vajangu växer i huvudsak blandskog.